# REGN-COV2
제품명 REGN-COV2 혹은 약제명 카시리비맙/임데비맙(Casirivimab/imdevimab),은 미국 바이오테크 기업 리제네론제약(Regeneron Pharmaceuticals)이 개발한 실험약(experimental medicine)이다. SARS-CoV-2 코로나바이러스(coronavirus)에 대한 항체 형성을 위해 설계된 인조 항체 칵테일(artificial antibody cocktail)로 코로나19 범유행(COVID-19 pandemic)을 대응하려 한다. 두 개의 단일클론항체(monoclonal antibodies)인 카시리비맙(casirivimab)(REGN10933)과 임데비맙(imdevimab)(REGN10987)으로 구성되어 있다. 이 둘은 반드시 합성되어야 약효를 발휘한다. 두 항체의 결합은 돌연변이 회피(mutational escape)라는 약물저항(drug resistance)을 방지하기 위한 것이다. 또한 복합제제(co-formulated product)로서도 유용하다.

## 설명
조애나 핸슨 리제네론 연구원과 미국 메릴랜드대 의대, 싱가포르 국립감염병센터 연구진은 코로나19에서 회복한 환자에게서 수천 종의 항체를 분리한 뒤 사스코로나바이러스-2(SARS-CoV-2)의 항원과 결합하는 항체를 선별했다. 특히 사스코로나바이러스-2 표면 단백질 중 하나인 스파이크 단백질의 결합부위(RBD)와 결합하는 항체를 집중적으로 분리했다.
REGN-COV2는 REGN10933, REGN10987이라는 두 가지 단일클론항체를 칵테일 요법으로 섞은 것이다. 칵테일 요법은 에이즈를 치료할 때도 쓰는 방식으로 여러 약을 섞여 투여하는 방식이다. REGN-COV2은 현재 3차 임상시험 중인 약물이라 아직 일반 환자게 쓸 수는 없다. 비입원 환자를 대상으로 표준치료에 더하면 바이러스의 양의 줄이고 증상 완화에 걸리는 시간을 단축시키는 것으로 나타났다.
코로나19 바이러스가 사람 세포에 침입할 때 사용되는 스파이크 단백질의 서로 다른 2개 부위를 표적으로 하는 단일클론항체 2개를 조합한 약물이다. 현재 리제네론은 코로나19에서 회복한 환자로부터 분리한 항체 수천 개 중 중화 효과가 강한 항체 2개를 선택해 임상 3상을 진행하고 있다.
항체치료제 REGN-COV2는 치료제로서의 효과 뿐만이 아니라, 경증 코로나 환자가 중환자로 악화되는 것을 예방하는 효과도 있는 것으로 알려졌다. 숀 콘리 미국 대통령 주치의도 예방적 효과 때문에 REGN-COV2를 처방했다고 밝혔다.
항체치료제는 백신에 비해 훨씬 비쌀 것으로 예상되지만 항체는 백신 예방 접종으로 면역반응이 잘 반응하지 않을 수 있는 고령자들에게 특히 유용할 것으로 분석했다.
임상시험 중인 REGN-COV2는 입원 치료를 받는 환자들과 코로나-19 바이러스에 노출된 적이 있지만 입원하지 않은 사람에서도 감염 예방용으로 테스트되고 있다.
2020년 7월 7일, 미 정부에 30만명을 치료할 수 있는 분량의 REGN-COV2를 제공하는 4억5천만달러(약 5천186억원) 규모의 계약을 체결했다. 이번 계약은 생물의약품첨단연구개발국(BARDA)과 국방부를 통해 이뤄졌으며 약 7만~30만회 용량의 REGN-COV2 제조가 첫 번째 목표다.
2020년 7월 23일, 현재 인체를 대상으로 임상시험이 진행 중인 항체치료제는 대략 9가지 정도다. 미국의 항체치료제 전문 제약회사 Regeneron 사가 개발 중인 두 가지 복합 항체(REGN10933+REGN10987)를 이용한 치료제가 임상2/3상으로 가장 앞서고 있다.
리제네론사는 임상시험 중인 REGN-COV2의 가격을 공식적으로 발표하지 않았다. 의료 부분에 특화된 미국 투자회사 에스브이비리링크 애널리스트들은 제조사의 주가를 토대로 REGN-COV2의 가격을 한 병당 3000달러(약 350만원)로 예측했다. 리제네론사는 숀 콘리 미국 대통령 주치의의 요청에 의해 1회 투여량을 도널드 트럼프 대통령에게 제공했다고 밝혔다. 총 350만원이 들었다고 추정된다. 이를 토대로 결국 3일 동안 치료에 든 약 값은 대략 500만원 정도로 추산된다.
2020년 10월 6일, 사우스차이나모닝포스트(SCMP)는 당일 출간된 '아시아 과학 매거진'를 인용해 트럼프 대통령에 투약된 두 개의 항체치료제 중 하나는 싱가포르 환자 세 명의 혈액 샘플을 활용한 혈장(REGN-COV2)이라고 소개했다.
2020년 10월 7일, 도널드 트럼프 미국 대통령이 "감염된 것은 신의 은총"이라며 입원 중 처방받은 항체치료제 'REGN-COV2'의 효과를 극찬했다.
2020년 10월 7일, 미국 제약사 리제네론이 도널드 트럼프 대통령에게 사용된 코로나 항체치료제에 대해, FDA에 긴급사용승인(EUA)을 신청했다.
트럼프 대통령이 투여받은 리제네론의 단일클론항체치료제 REGN-COV2가 태아 세포의 하나인 '239T 세포'를 이용했다고 보도했다. 239T는 1970년대 낙태된 태아의 신장 조직에서 추출한 세포다.

## 같이 보기
- 코로나19 치료제
- 코로나19 백신